# National Capital Authority
Die National Capital Authority (NCA; Nationale Hauptstadtbehörde) ist eine Planungsbehörde der australischen Regierung, welche die Planungsinteressen des australischen Bundes in der Hauptstadt Canberra wahrnimmt.

## Aufgaben
Gebildet wurde die NCA im Jahr 1989, als das Australian Capital Territory das Recht auf Selbstverwaltung erhielt. Das Direktorium der Behörde besteht aus einem Vorsitzenden und fünf weiteren Mitgliedern, die alle vom australischen Generalgouverneur ernannt werden. Hinzu kommen rund 50 Personen als Personal, die von einem Geschäftsführer geleitet werden.
Gemäß dem Gesetz von 1988 für die Planung und Landverwaltung im australischen Hauptstadtterritorium (Australian Capital Territory Planning and Land Management Act 1988) besitzt die NCA die Befugnis, einen nationalen Hauptstadtplan (National Capital Plan) aufzustellen. Diesen Plan setzt die NCA um, indem sie in die Planung und Entwicklung jener Stadtteile von Canberra eingreift, die eine nationale Ausstrahlung besitzen oder ein zentraler Bestandteil von Walter Burley Griffins ursprünglichem Bebauungsplan sind. Dazu zählen der Parliamentary Triangle, bedeutende Straßen, Grundstücke im Besitz des Bundes oder der Canberra-Naturpark.
Der NCA angeschlossen ist das Canberra National Memorials Committee, das auf Grundlage einer im Jahr 1928 erlassenen Verordnung die Standorte und den Charakter nationaler Denkmäler im Australian Capital Territory genehmigt.

## Vorgängerbehörden
Vorgänger der NCA waren folgende Behörden:
- 1921–1924: Federal Capital Advisory Committee
- 1925–1930: Federal Capital Commission
- 1938–1957: National Capital Planning and Development Committee
- 1958–1989: National Capital Development Commission